# Národní florbalová liga mužů 2019/2020
Národní florbalová liga mužů 2019/2020 byla třetí nejvyšší mužskou florbalovou soutěží v Česku v sezóně 2019/2020.
Základní část soutěže hrálo 24 týmů, rozdělených do dvou skupin, systémem dvakrát každý s každým.
Soutěž byla 13. března 2020 v průběhu čtvrtfinále předčasně ukončena v důsledku opatření vlády na omezení šíření pandemie covidu-19 v Česku. V důsledku předčasného ukončení soutěže žádný tým v této sezóně nepostoupil ani nesestoupil.
Po skončení sezóny si tým FBC Letka Toman Finance Group vyměnil soutěž s 1. FBK Rožnov p/R z 1. ligy. Letka se dostala do 1. ligy poprvé.

## Základní část
Liga byla rozdělena na dvě skupiny, Západ a Východ. V každé skupině hrálo 12 týmů, které se v základní části od 14. září 2019 do 1. března 2020 utkaly dvakrát každý s každým (celkem 22 kol). Prvních osm týmů každé skupiny postoupilo do samostatných play-off.

## Play-off
Play-off se hrálo od 6. března 2020. Jednotlivá kola play-off se měla hrát na tři vítězné zápasy. Po odehrání dvou kol čtvrtfinále byla soutěž 13. března 2020 předčasně ukončena v důsledku opatření vlády na omezení šíření pandemie covidu-19 v Česku.

### Západ
|  | Čtvrtfinále (na zápasy) | Čtvrtfinále (na zápasy)   | Čtvrtfinále (na zápasy) |   |   | Semifinále (na zápasy) | Semifinále (na zápasy) | Semifinále (na zápasy) |  |  | Finále (na zápasy) | Finále (na zápasy) | Finále (na zápasy) |
|  |                         |                           |                         |   |   |                        |                        |                        |  |  |                    |                    |                    |
|  | 1                       | ASK Orka Čelákovice       | 2                       |   |   |                        |                        |                        |  |  |                    |                    |                    |
|  | 6                       | FbC Plzeň                 | 0                       |   |   |                        |                        |                        |  |  |                    |                    |                    |
|  | 6                       | FbC Plzeň                 | 0                       |   |   | —                      | —                      |                        |  |  |                    |                    |                    |
|  |                         |                           |                         |   |   | —                      | —                      |                        |  |  |                    |                    |                    |
|  |                         |                           | —                       | — |   |                        |                        |                        |  |  |                    |                    |                    |
|  | 4                       | FC Bučis Team             | —                       | — | 2 |                        |                        |                        |  |  |                    |                    |                    |
|  | 4                       | FC Bučis Team             |                         |   | 2 |                        |                        |                        |  |  |                    |                    |                    |
|  | 8                       | TJ Turnov                 | 0                       |   |   |                        |                        |                        |  |  |                    |                    |                    |
|  |                         |                           |                         |   |   |                        |                        |                        |  |  |                    | —                  | —                  |
|  |                         |                           |                         | — | — |                        |                        |                        |  |  |                    |                    |                    |
|  | 2                       | FAT PIPE Traverza Mukařov | 2                       |   |   |                        |                        |                        |  |  |                    |                    |                    |
|  | 7                       | T.B.C. Lucern Králův Dvůr | 0                       |   |   |                        |                        |                        |  |  |                    |                    |                    |
|  | 7                       | T.B.C. Lucern Králův Dvůr | 0                       |   |   | —                      | —                      |                        |  |  |                    |                    |                    |
|  |                         |                           |                         |   |   | —                      | —                      |                        |  |  |                    |                    |                    |
|  |                         |                           | —                       | — |   |                        |                        |                        |  |  |                    |                    |                    |
|  | 3                       | Panthers Praha            | —                       | — | 2 |                        |                        |                        |  |  |                    |                    |                    |
|  | 3                       | Panthers Praha            |                         |   | 2 |                        |                        |                        |  |  |                    |                    |                    |
|  | 5                       | Wizards DDM Praha 10      | 0                       |   |   |                        |                        |                        |  |  |                    |                    |                    |

### Východ
|  | Čtvrtfinále (na zápasy) | Čtvrtfinále (na zápasy)         | Čtvrtfinále (na zápasy) |   |   | Semifinále (na zápasy) | Semifinále (na zápasy) | Semifinále (na zápasy) |  |  | Finále (na zápasy) | Finále (na zápasy) | Finále (na zápasy) |
|  |                         |                                 |                         |   |   |                        |                        |                        |  |  |                    |                    |                    |
|  | 1                       | Troopers                        | 2                       |   |   |                        |                        |                        |  |  |                    |                    |                    |
|  | 8                       | Spartak Pelhřimov               | 0                       |   |   |                        |                        |                        |  |  |                    |                    |                    |
|  | 8                       | Spartak Pelhřimov               | 0                       |   |   | —                      | —                      |                        |  |  |                    |                    |                    |
|  |                         |                                 |                         |   |   | —                      | —                      |                        |  |  |                    |                    |                    |
|  |                         |                                 | —                       | — |   |                        |                        |                        |  |  |                    |                    |                    |
|  | 4                       | FbK Horní Suchá                 | —                       | — | 1 |                        |                        |                        |  |  |                    |                    |                    |
|  | 4                       | FbK Horní Suchá                 |                         |   | 1 |                        |                        |                        |  |  |                    |                    |                    |
|  | 6                       | Aligators Klobouky Teamstore.cz | 1                       |   |   |                        |                        |                        |  |  |                    |                    |                    |
|  |                         |                                 |                         |   |   |                        |                        |                        |  |  |                    | —                  | —                  |
|  |                         |                                 |                         | — | — |                        |                        |                        |  |  |                    |                    |                    |
|  | 2                       | FBC Letka Toman Finance Group   | 2                       |   |   |                        |                        |                        |  |  |                    |                    |                    |
|  | 7                       | 1.MVIL Ostrava                  | 0                       |   |   |                        |                        |                        |  |  |                    |                    |                    |
|  | 7                       | 1.MVIL Ostrava                  | 0                       |   |   | —                      | —                      |                        |  |  |                    |                    |                    |
|  |                         |                                 |                         |   |   | —                      | —                      |                        |  |  |                    |                    |                    |
|  |                         |                                 | —                       | — |   |                        |                        |                        |  |  |                    |                    |                    |
|  | 3                       | FBC Hranice                     | —                       | — | 0 |                        |                        |                        |  |  |                    |                    |                    |
|  | 3                       | FBC Hranice                     |                         |   | 0 |                        |                        |                        |  |  |                    |                    |                    |
|  | 5                       | FBC Vikings Kopřivnice          | 2                       |   |   |                        |                        |                        |  |  |                    |                    |                    |

## Play-down
Play-down se hrálo od 6. března 2020. Ke dni přerušení soutěží byla odehrána dvě kola.

## Ukončení soutěže
Po odehrání dvou kol čtvrtfinále a play-down byla soutěž 13. března 2020 výkonným výborem Českého florbalu ukončena v důsledku opatření vlády na omezení šíření pandemie covidu-19 v Česku.
Konečné pořadí týmů bylo určeno jejich pořadím v základní části. Protože v soutěži nemohlo být rozhodnuto o vítězi, ani o sestupujících a postupujících, žádný tým z Národní ligy v této sezóně nepostoupil ani nesestoupil.
Přes 30 florbalových oddílů podalo alternativní návrh na řešení ukončení sezóny. Mezi navrhovatele patřilo i pět oddílů, jejichž mužské týmy v Národní lize usilovaly o postup do 1. ligy (ASK Orka Čelákovice, Troopers, FBC Letka, Panthers Praha a FC Bučis Team). Návrh spočíval mimo jiné v dočasném rozšíření Superligy a 1. ligy pro příští ročník o jeden tým. To by umožnilo některým týmům postoupit do vyšší soutěže. Návrh byl výkonným výborem Českého florbalu zamítnut.

## Konečné pořadí
| Pořadí           | Tým                       |
| ---------------- | ------------------------- |
| Zlatá medaile    | ASK Orka Čelákovice       |
| Stříbrná medaile | FAT PIPE Traverza Mukařov |
| Bronzová medaile | Panthers Praha            |
| 4.               | FC Bučis Team             |
| 5.               | Wizards DDM Praha 10      |
| 6.               | FbC Plzeň                 |
| 7.               | T.B.C. Lucern Králův Dvůr |
| 8.               | TJ Turnov                 |
| 9.               | Florbal TJ Kobylisy       |
| 10.              | Florbal Primátor Náchod   |
| 11.              | SK Florbal Benešov        |
| 12.              | SK Bivoj Litvínov         |

| Pořadí           | Tým                             |
| ---------------- | ------------------------------- |
| Zlatá medaile    | Troopers                        |
| Stříbrná medaile | FBC Letka Toman Finance Group   |
| Bronzová medaile | FBC Hranice                     |
| 4.               | FbK Horní Suchá                 |
| 5.               | FBC Vikings Kopřivnice          |
| 6.               | Aligators Klobouky Teamstore.cz |
| 7.               | 1.MVIL Ostrava                  |
| 8.               | Spartak Pelhřimov               |
| 9.               | FbK TJ Svitavy                  |
| 10.              | FBK Spartak Hluk                |
| 11.              | S.K. P.E.M.A. Opava             |
| 12.              | Snipers Třebíč                  |